# Macronemurus appendiculatus
Macronemurus appendiculatus là một loài côn trùng trong họ Myrmeleontidae thuộc bộ Neuroptera. Loài này được Latreille miêu tả năm 1807.

## Hình ảnh

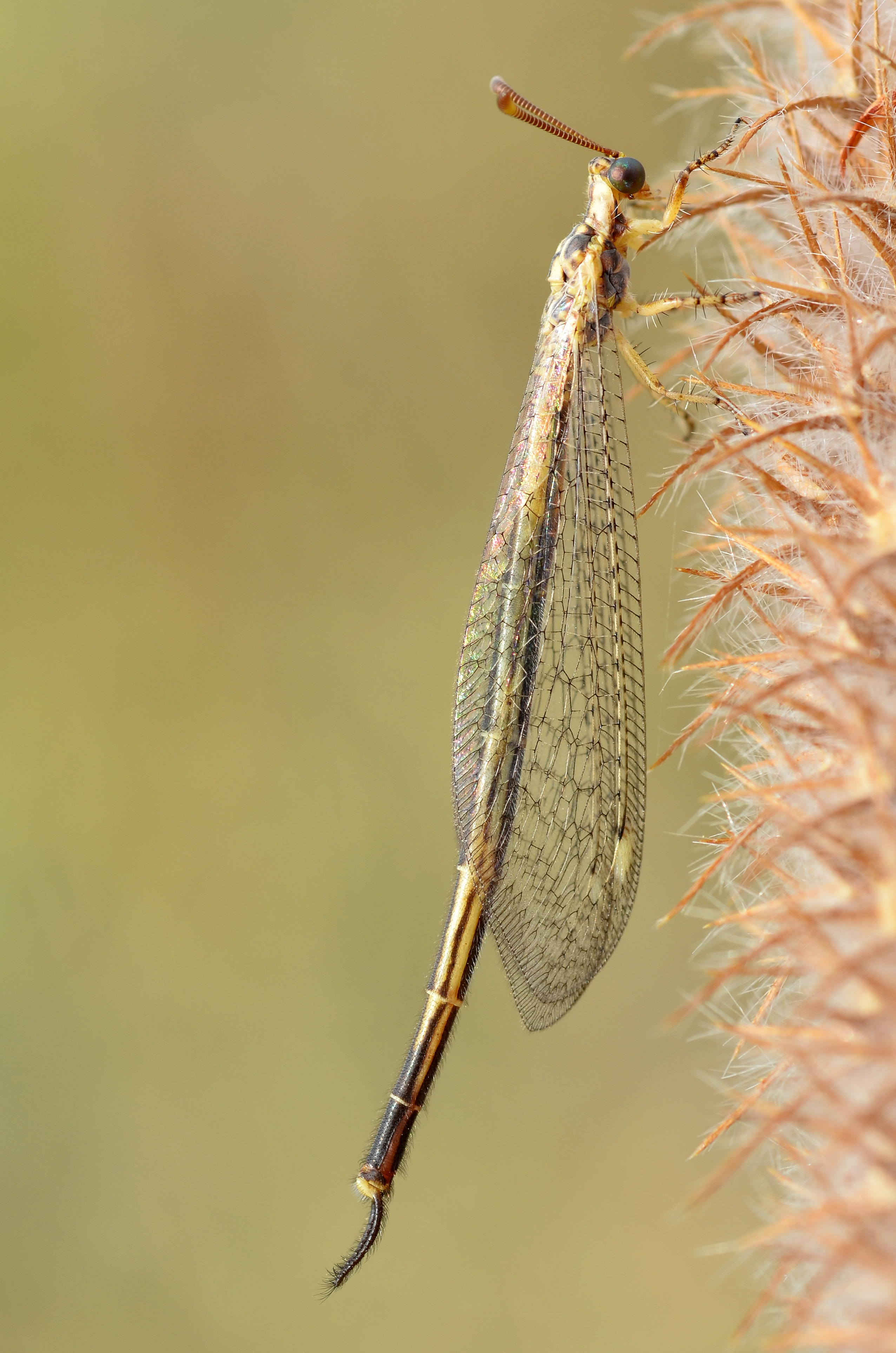
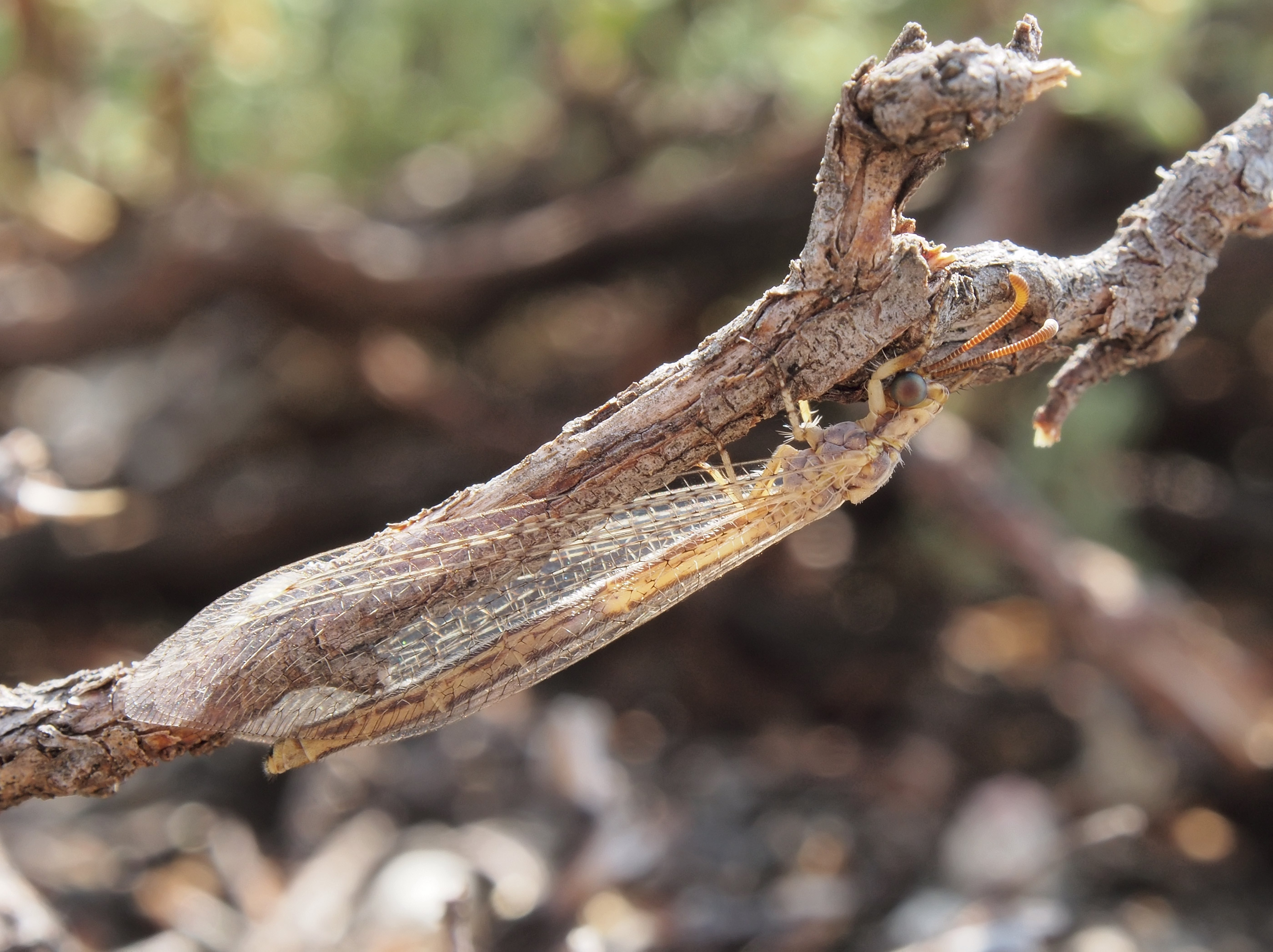